# Herrschaft Schwabegg

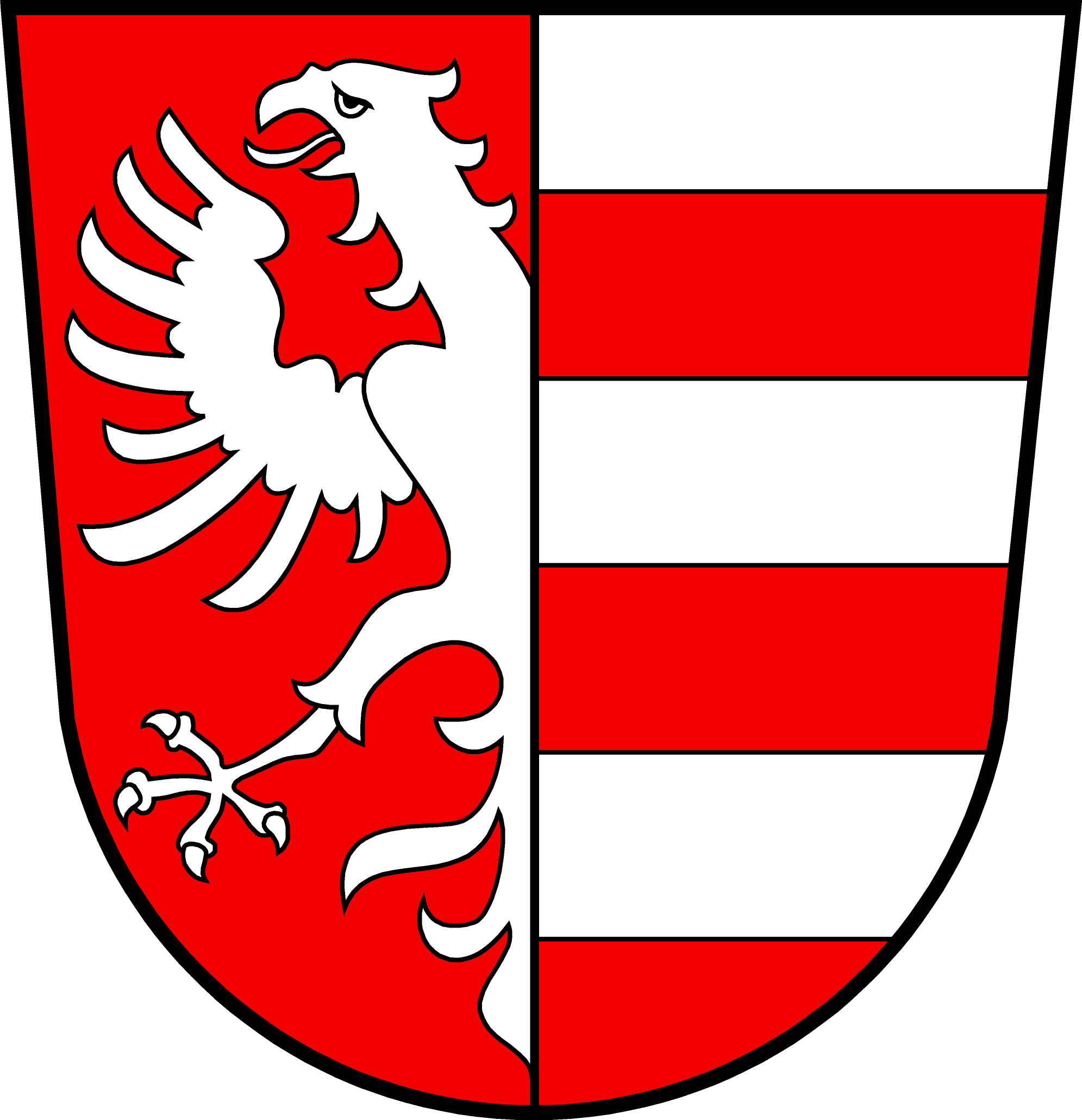
Wappen der Grafschaft Schwabegg

Die Herrschaft Schwabegg (auch als Herrschaft Schwabeck bezeichnet) war ein Territorium des Heiligen Römischen Reiches deutscher Nation im heutigen bayerischen Regierungsbezirk Schwaben. Nach der Zerstörung der westlich von Schwabmünchen gelegenen Burg Schwabegg 1371 wurde Türkheim Hauptort der Herrschaft.

## Geographie
Schwabegg liegt am Osthang der Stauden etwa 30 km südlich von Augsburg und 5 km westlich von Schwabmünchen. Die sogenannte Grafschaft Schwabegg umfasste zur Zeit ihrer größten Ausdehnung im 17. und 18. Jahrhundert das Gebiet von der Gennach westwärts bis an den Höhenrücken bei Mattsies und dehnte sich von den Wäldern um Hilpoldsberg im Norden bis an den Hartwald bei Wörishofen.

## Geschichte
Es wird angenommen, dass in Schwabegg das Castellum Mantahinga gelegen hat, auf dem Bischof Ulrich in den Wirren vor der Ungarnschlacht 955 auf dem Lechfeld Zuflucht gesucht haben soll. Der Name Schwabegg wurde erstmals 1110 mit der Erwähnung „Wernher de Swabeikos“ genannt. Er gehörte zu dem Adelsgeschlecht, das spätestens seit 980 die Vogtei über die Augsburger Bischofskirche ausübte. Wernher III. von Schwabeck stiftete 1125 das Prämonstratenser-Kloster Ursberg. Ein Jahr später stiftete Gisela von Schwabeck das Kloster Edelstetten, dessen erste Äbtissin sie wurde. Beim Aussterben der Herren von Schwabegg 1167 kam die Burg an die staufischen Könige. 1208 wurde die Burg in einer Fehde durch den Augsburger Bischof zerstört, bald aber wieder aufgebaut. Konradin, der letzte Staufer, verpfändete die Grafschaft auf seiner Italien-Fahrt an seinen Onkel Ludwig den Strengen. Nach Konradins Tod 1268 kam sie an die Herzöge von Baiern. 1372 wurde die Burg von den Augsburgern erneut zerstört. Wieder aufgebaut, wurde sie im Bayerischen Krieg 1422 ebenfalls teilweise zerstört und nicht wieder instand gesetzt. 
In der Folgezeit kam die Herrschaft in unterschiedliche Hände. Ende des 17. Jahrhunderts wuchs die Herrschaft unter Landgraf Maximilian Philipp Hieronymus von Bayern-Leuchtenberg durch Ankauf der Reichsritterschaften Mattsies (vormals Besitz der Fugger) und Angelberg (Herrschaft Angelberg und Burg Angelberg) beträchtlich und baute Schloss Türkheim als Mittelpunkt seiner Hofhaltung aus.  Nach seinem Tod 1705 und der Aufhebung der Reichsacht von Kurfürst Max Emanuel von Bayern war die Herrschaft bis 1806 ein kaiserliches Lehen im Besitz der Kurfürsten von Bayern. Erst 1806 erlosch der Name Grafschaft Schwabegg mit der Einbindung des Gebiets in das Königreich Bayern. 
Anfang des 20. Jahrhunderts wurde auf dem Gelände der ehemaligen mittelalterlichen Burg Schwabegg ein Kalvarienberg errichtet.